# Acció sindical

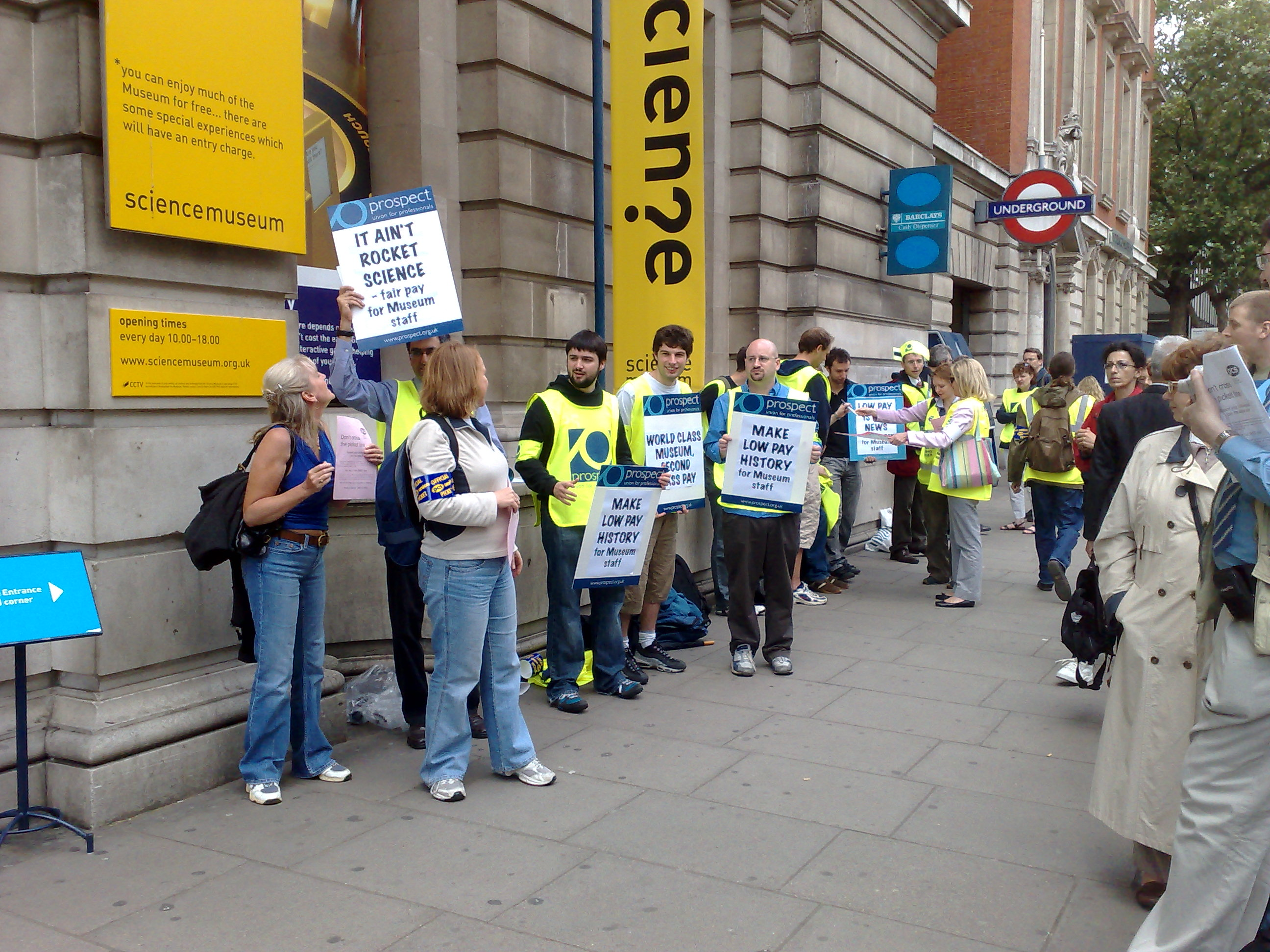
Empleats d'un museu de ciències efectuen mesures de pressió al juny del 2008.

Es denomina acció sindical en forma genèrica a qualsevol de les mesures que duu a terme un sindicat en defensa i millora dels drets dels treballadors afiliats a aquest.
Aquestes mesures es duen a terme moltes vegades davant acomiadaments o cessació de contractes i quan no s'aconsegueix un acord entre l'ocupador i els treballadors. Sovint s'utilitza aquesta expressió com a eufemisme de vaga o vaga general, però l'abast és molt més gran. L'acció sindical pot realitzar-se en el context d'una disputa laboral o per promoure un canvi polític o social.

## Tipus d'accions sindicals
- Vaga
- Piquet
- Ocupació de fàbrica
- Treball a reglament (o Vaga de zel)
- Vaga general
- Treball amb llevi de col·laboració
- Rebuig a realitzar hores extres